# سينما ريفولي

دار سينما ريفولي - وسط البلد - القاهرة (1948 - 2018)

سينما ريفولي هي دار عرض للأفلام ومسرح يستضيف الحفلات الغنائية والمسرحيات الروائية تقع في 23 شارع 26 يوليو (شارع فؤاد سابقاً) أمام مبنى دار القضاء العالي في منطقة وسط البلد بالقاهرة، وهو أكبر حي تجاري قاهري وتتبع منطقة التوفيقية. تم افتتاحها في فبراير 1948 وكانت مملوكة لمنظمة رانك البريطانية (The Rank Organisation)، ووضع تصميمها المهندس المعماري البريطانى ليونارد ألين، وتقع على مساحة ثمانية آلاف متر وتضم خمس قاعات بواقع ألفين وثلاثمائة وخمسين مقعدًا إضافة إلى كافتيريا.
كانت في بدايتها تعرض الأفلام البريطانية فقط. بعد حريق القاهرة في 26 يناير 1952 ودمار دار السينما بالكامل تركتها منظمة رانك وسحبت سيطرتها على المبنى لتعود للإدارة المصرية بعد إعادة افتتاحها. تم تسجيلها كأثر مميز منذ عام 2010. وأصبح في كل محافظة من محافظات مصر دار عرض تحمل تحمل نفس الأسم.
شهدت أروقة سينما ريفولي عددًا من النجوم العالميين والعرب، مثل جان ماريه وبريجيت باردو، وعماد حمدي، وعمر الحريري، وتعتبر أفلام ستيف ريفز وتشارلي تشابلن من أكثر الأفلام التي لاقت إقبالًا كبيرًا عند عرضها في سينما ريفولي في وقتها. كما شهدت ريفولي حضور كبار الشخصيات في الخمسينيات والستينيات.
آلت ملكية دار سينما "ريفولي" للأمير السعودي طلال بن عبد العزيز آل سعود وانتقلت ملكيتها إلى ابنه الوليد بن طلال بن عبد العزيز آل سعود، المهتم بالحركة السينمائية، منذ ثمانينات القرن العشرين ولم تدخل ضمن قوانين التأميم.

## تاريخ ريفولي
سينما ريفولي صاحبة تاريخ طويل، وهي من أبرز معالم القاهرة لأكثر من 200 عام، حيث كانت ملكاً لشركة رانك البريطانية، وتم تطويرها فعلياً على يد المعماري سيد عبدالكريم، ليتسع مسرحها لعدد 2500 مشاهد عام 1948. أصبحت ريفولي موضع أنظار الفنانين منذ تاريخ انشائها حيث غنت على مسرحها أم كلثوم في عدد كبير من الحفلات.
حفلات أم كلثوم بدار سينما ريفولي 
- حفلة أم كلثوم في 15 يونيو 1950، وغنت "نهج البردة" و"الأمل".
- حفلة أم كلثوم  في 5 أبريل 1951 أقامته جمعية خريجي جامعات ألمانيا، وغنت "سلوا كؤوس الطلا" و"أهل الهوى".
- حفلة أم كلثوم في 3 مايو 1951 تقديم الاعلامي حسني الحديدي، وغنت "سهران لوحدي" و"رباعيات الخيام" و"الأولة في الغرام".
- حفلة أم كلثوم في 30 أكتوبر 1952 خصص إيراده لمساعدة أسر مشوهي وشهداء حرب فلسطين بحضور اللواء محمد نجيب. وألقت في بداية الحفلة خطاباً تاريخياً قالت فيه: "في هذه اللحظة الخالدة في تاريخ بلادنا الحبيبة الغالية"، وفي آخر خطابها قالت: "رددوا معي مصر التي في خاطري وفي فمي"، وغنت "جددت حبك ليه" و"مصر تتحدث عن نفسها" و"صوت الوطن".
- حفلة أم كلثوم في 7 يناير 1954 بحضور اللواء محمد نجيب وكان مذيع الحفل عباس أحمد وغنت "جددت حبك ليه" و"رباعيات الخيام" و"السودان" و"صوت الوطن".
- حفلة أم كلثوم في 4 فبراير 1954  كان من المفروض أن يقام في حديقة الأزبكية و لكن لكثرة الحضور، نقل الحفل إلى دار سينما ريفولي. غنت "سهران لوحدي" و"يا ظالمني" و"رباعيات الخيام".
- حفلة أم كلثوم في 3 يونيو 1954 وكان مذيع الحفلة الإذاعي حسني الحديدي وغنت فيها "سهران لوحدي" و"يا ظالمني" و"سلوا كوؤس الطلا".
- حفلة أم كلثوم في 11 نوفمبر 1954 وغنت فيها "جددت حبك ليه" و"يا ظالمني" للمره الثامنة في نفس العام، وأيضاً "أهل الهوى".
- حفلة أم كلثوم في 21 أبريل 1955 وغنت "يا اللي كان يشجيك أنيني" و"رباعيات الخيام" و"يا جمال يا مثال الوطنية".
- حفلة أم كلثوم في 20 أكتوبر 1955 بحضور جمال عبد الناصر وقدم الحفل صلاح زكي وبدأت بثها إذاعياُ في تمام الساعة 11:15 مساءاً وانتهت الساعة 2 حيث غنت "يا ظالمني" و"شمس الأصيل" و"ذكريات".
- حفلة أم كلثوم في 17 يناير 1957 وغنت "أغار من نسمة الجنوب" و"دليلي احتار" و"جددت حبك ليه"
- حفلة أم كلثوم في 19 ديسمبر 1957 وكانت بمناسبة اليوبيل الفضي للطيران وبحضور جمال عبد الناصر. سبق غناء أم كلثوم كلمة اللواء طيار محمد صدقى محمود. غنت "عودت عيني" و"ذكريات" للمرة 14 وغنت أيضاً "نشيد الطيران".
- حفلة أم كلثوم في 31 مارس 1960 غنت فيه "ذكريات" و"لسه فاكر" و"الحب كده" لجمع التبرعات لصالح منكوبي زلزال مدينة أغادير بالمغرب، الذي وقع في 29 فبراير 1960. كان الزلزال قد دمر ما يقرب من ثلث مدينة أغادير المغربية، ويعد من أكبر الكوارث التي وقعت في العالم العربي، إذ وصل عدد ضحاياه إلى 15 ألف حالة وفاة، و12 ألف جريح. سبق حفلة أم كلثوم بأربعة أيام، في 27 مارس 1960، وعلى نفس مسرح سينما ريفولي حفل أقامته إذاعة "صوت العرب"، بالتعاون مع جريدة "الجمهورية" شارك فيه، عبد الحليم حافظ، الذي قدم للمرة الأولى أغنية "جواب" وشادية، وصباح، وفايزة أحمد، وقدمت سامية جمال، فاصل إستعراضي، وغنت نجاة الصغيرة، للمرة الأولى، أغنيتها الشهيرة "أيظن".
وإلى جانب نجوم الأغنية، شارك نجوم التمثيل في الحفل، ومنهم صلاح ذو الفقار، وهند رستم، وفريد شوقي، وهدي سلطان، إذ تواجدوا بين الحضورو المدعوين، لبيع الورود، وأطلق عليهم فريق "ورد المحبة" لجمع التبرعات.
- حفلة أم كلثوم في 23 مارس 1961 بمناسبة "يوم الطلبة" بحضور وزير التربية والتعليم ومحافظ القاهرة وجاءت للإستماع المغنية مها صبري. غنت أم كلثوم "هجرتك" و"حب أيه" و"الحب كده". كانت أم كلثوم تعاني من المرض والحرارة المرتفعة وكان زوجها، الدكتور حسن الحفناوي، يحقنها بخافض للحرارة بين وصلات الغناء حسب ما كتب سيد فرغلي على صفحات مجلة الكواكب.
غنى على مسرح "ريفولي" أيضاً فريد الأطرش، في حفلات الربيع طوال الستينات، كما غنى على مسرحها أيضاًعبدالحليم حافظ، الذي أغمي عليه أثناء أدائه أغنية "موعود" في عام 1971 بعد طلب الجمهور تكرار الأغنية أكثر من مرة. عقب عرض أحد الأفلام للممثل نور الشريف صفق الجمهور له بشدة وانهالت عليه موجة من التهاني على نجاح الفيلم، وقال في مذكراته:" فإنني أعتبره بدايتي الحقيقية لإظهار كفاءتى كممثل، وما زلت أتذكر يوم أن حملني الجمهور أمام سينما ريفولى وكان هذا بالنسبة لى نجاحًا لم أتخيله.
كان أخر فيلم عرض في دار سينما ريفولي هو فيلم "القط" عام 2015، إذ كانت تنظم السينما آنذاك نحو 14 حفلة يوميًا بموجب تعاقد لمصلحة الشركة العربية للإنتاج والتوزيع السينمائي، المملوكة للفنانة إسعاد يونس، أصبحت سينما ريفولي مسرحاً فنياً استأجره في أوائل التسعينيات “الفنانين المتحدين”، برئاسة المؤلف والمنتج المسرحى سمير خفاجي، ليعرض عليه مسرحياته، كان آخرها مسرحية "شارع محمد علي" عام 1991، وبعد انتهاء مدة عقد الفنانين المتحدين، قام رجل الأعمال السعودى الشيخ صالح كامل باستئجار المسرح وقسمه إلى خمس قاعات وحوله إلى دار عرض سينمائية تديرها ابنته "هديل"، وظلت في حيازة الشيخ صالح حتى عام 2003 وهو ميعاد انتهاء العقد، حيث عادت السينما إلى شركة "جدة" المملوكة للأمير الوليد بن طلال. وأغلقت عقب أحداث 25 يناير 2011.

## نهاية سينما ريفولي
فقدت "ريفولي" بريقها منذ مطلع الثمانينات، حيث توقف عمل الحفلات الكبرى فيها، فاستأجرها الممثل فريد شوقي لعرض مسرحيته "شارع محمد علي"، كما عرض عليها فؤاد المهندس مسرحية "علشان خاطر عيونك" من بطولة شريهان، ثم ساد الغموض مصيرها، حيث زحف الباعة الجائلون عليها. شب حريق في 8 أغسطس 2018 بدار سينما "ريفولي" وتم دفع 7 سيارات إطفاء بقيادة اللواء أسامة فاروق مدير الحماية المدنية بالقاهرة كما انتقل فريق من رجال المباحث وتم التقابل مع خالد سالم (الحاج سالم بطاح)، 48 سنة، مدير وشريك بالسينما والفنان أحمد ماهر، رئيس مجلس إدارة سينما ريفولي، وبسؤالهما أكدا أنهم في أثناء تواجدهما بالسينما للإشراف على أعمال تجديدات، نشب الحريق أعلى سطح العقار ورجحوا أن سبب الحريق لماس كهربائى أو ألقى شخص عقب سيجارة ليأتي على كامل محتويات صالة العرض بالطابق الأرضي، ولينتهي بتفحمها، وامتد إلى الدور الثاني، بحسب معاينة نيابة الأزبكية. تحرر المحضر رقم 2132 لسنة 2018 إداري قسم شرطة الأزبكية وأخطرت النيابة العامة لتولي التحقيقات.

## مشروع تطوير مثير للجدل
قام الأمير وليد بن طلال مالك سينما ريفولي، في عام 2017، بالبدء بإجراء أعمال ترميم وتصحيح الأعمال المخالفة داخل السينما طبقًا لرخصة التعديل التى حصل عليها من الحى لإجراء تعديل داخلى بالسينما دون المساس بالواجهة الخارجية. وعندما اندلع حريق عام 2018 في سينما ريفولي ظهر الممثل أحمد ماهر (مدير سينما ريفولي وقد قام بتعيينه في هذا المنصب الحاج خالد بطاح تاجر قطع غيار السيارات والموتوسيكلات الحاصل على  توكيل من مالك السينما الأمير السعودي الراحل طلال بن عبد العزيز) في مداخلة هاتفية في برنامج "حديث القاهرة" على قناة "القاهرة والناس" مع الإعلامية كريمة عوض، وأفاد بأن الحريق أوقف مشروعات الحاج بطاح وخطته لإعادة افتتاح السينما. قام الشاعر يحيى وجدي بحملة صحفية لوقف عملية الاستيلاء – حسب وصفه – على سينما ريفولي التي يقودها تاجر بمنطقة التوفيقية وضع لافتة تفيد بوجود اتفاق مع الراحل الأمير طلال بن عبد العزيز لتحويل المبنى التراثي لدار سينما للأطفال، مشيرًا إلى أن التاجر صاحب الواقعة لا يجيد القراءة والكتابة وقد فشل في التواصل معه رغم محاولاته الكثيرة.

## وصلات خارجية
https://www.elfagr.org/4558174 سينما ريفولي
https://elcinema.com/press/678964861/ سينما ريفولي
https://www.eltaameer.com/archives/29657 سينما ريفولي
https://gate.ahram.org.eg/News/3826541.aspx سينما ريفولي
https://www.emaratalyoum.com/politics/weekly-supplements/beyond-politics/2018-08-10-1.1125299 سينما ريفولي